# ソ連運輸省VL10形電気機関車
Vl10形（ロシア語: ВЛ10）は、ソ連運輸通信省（МПС СССР, Министерство путей сообщения СССР）が1961年から導入した直流電化区間用電気機関車。主に貨物列車牽引用に使用され、ソビエト連邦の崩壊後も含め2005年まで長期に渡り製造が行われた。

## 概要
1952年以降、ソ連各地の直流電化路線には重量級の貨物列車牽引用に軸配置（Bo-Bo）+（Bo-Bo）のVL8形電気機関車（出力4,200 kw）が導入されたが、鉄道貨物の需要増加は続きVL8形でも不十分となってきた他、台車の重量や騒音などが課題になってきた。そこで1960年からトビリシ車両工場で開発が行われ、翌1961年にグルジアにおけるソビエト権力樹立40周年に合わせ最初の車両が出場したのがVL10形である。
軸配置Bo-Boの片運転台式車体を繋いだ2車体連接式を基本としており、後述の通り試作車（VL10-001）と以降の車両では車体構造が大きく異なる。VL8形で課題となった騒音や振動を軽減するため、車軸支持装置と台車枠の間には摩擦式の制振装置が、台車枠と車体の間には油圧式ダンバーが設置されている。集電装置は各車体の運転台側に1基設置される。
電動機はVL8形よりも出力（650 kw）を向上させたTL-2（ТЛ-2）を採用しており、フレーム、ブラシ、歯車など主要な部品は交流電気機関車のVL60形と共用が可能となっている。低速時の制御方式はVL8形と同様の抵抗制御を用い、加速ギアの16段目以降は直並列組合せ制御に切り替わる。制動装置は空気ブレーキに加え回生ブレーキも併用する。

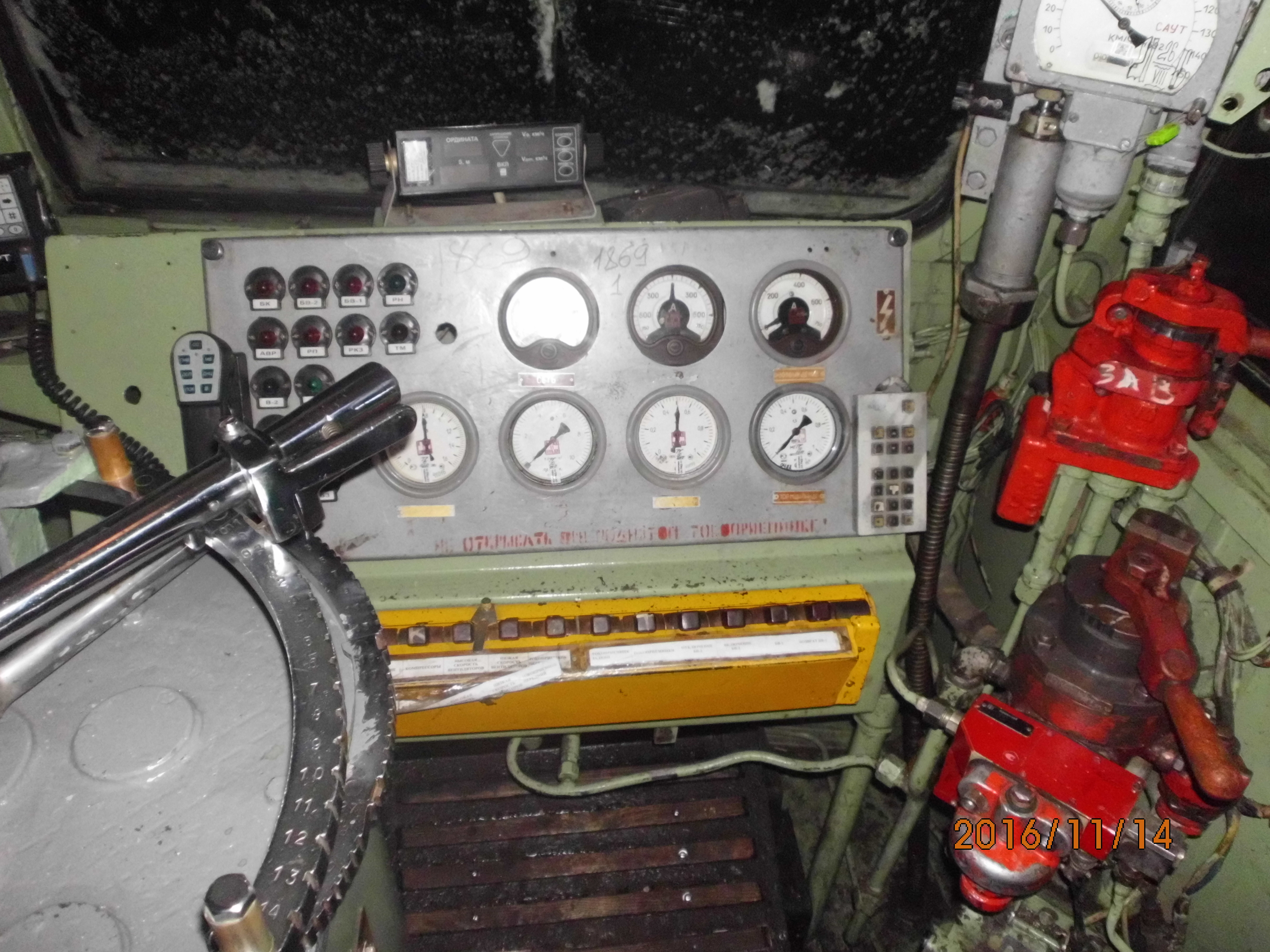
運転台
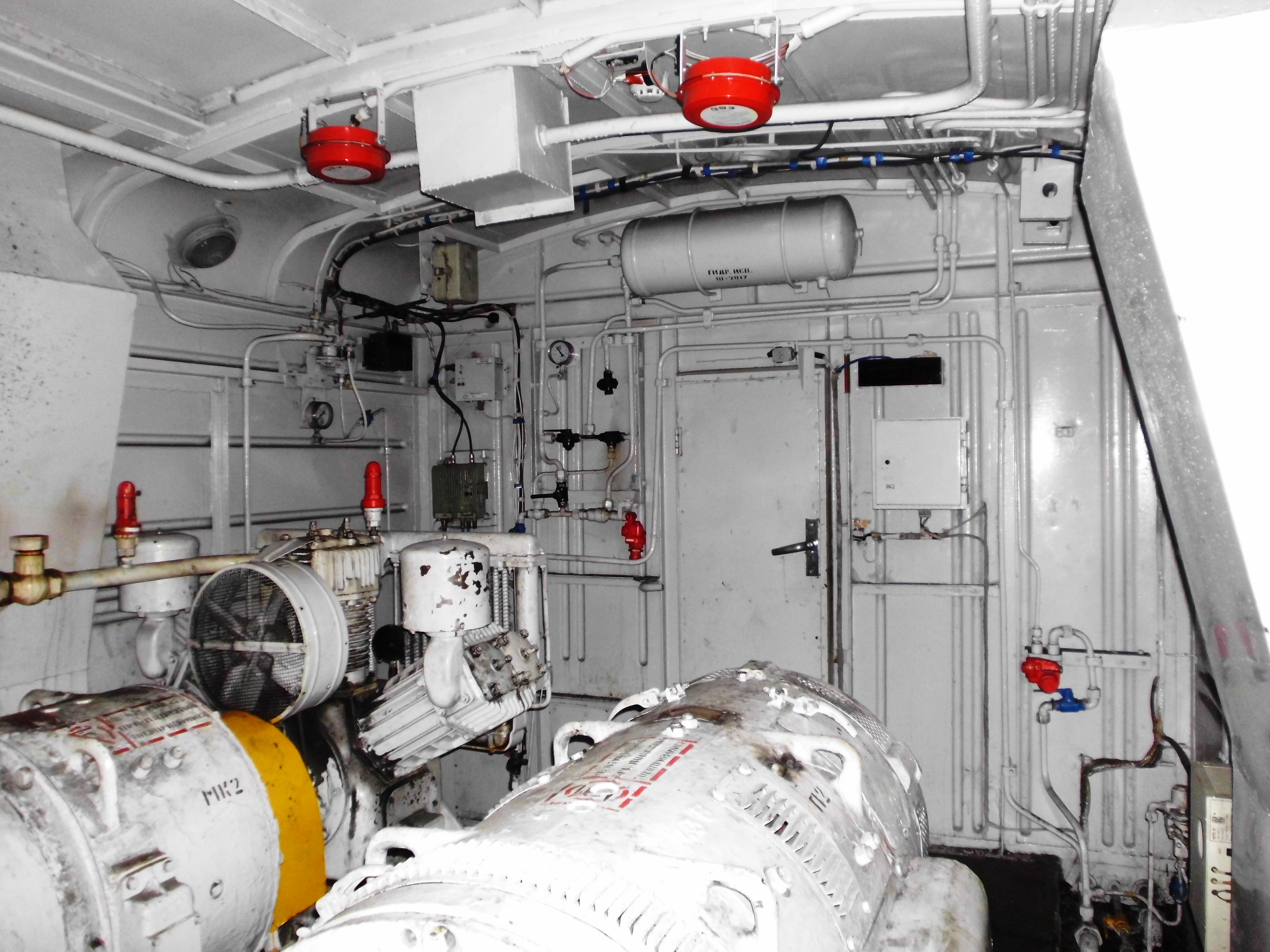
機器室

## 車種

### T8形（Т8）→VL10形（ВЛ10）
1961年から製造が始まった最初の車種。当初はトビリシ車両工場が製造を手掛け、1969年以降はノヴォチェルカッスク電気機関車工場も製造に参加した。最初に製造された試作車2両はT8形（Т8）という形式名であったが1963年に現在のVL10形へ形式名が変わり、翌1964年から量産が開始された。
製造年月によって車体構造に変化が生じており、VL10-004からVL10-018までの車両はルハンスクディーゼル機関車工場製の2TE10L形ディーゼル機関車に類似した車体を有していたが、VL10-019以降は交流区間向けのVL80K形と共通仕様の車体で製造された。更に1972年以降に製造された車両については車体のエアフィルターが減少した。またVL10-012以降は電動機が補償巻線を追加したTL-2K-1に変更されている。
1977年までに1907両が製造された。車両番号は製造工場ごとに異なっており、トビリシ車両工場製車両は001-499、1501-1887、ノヴォチェルカッスク電気機関車工場製車両は501-1500、1888-1907となっていた。

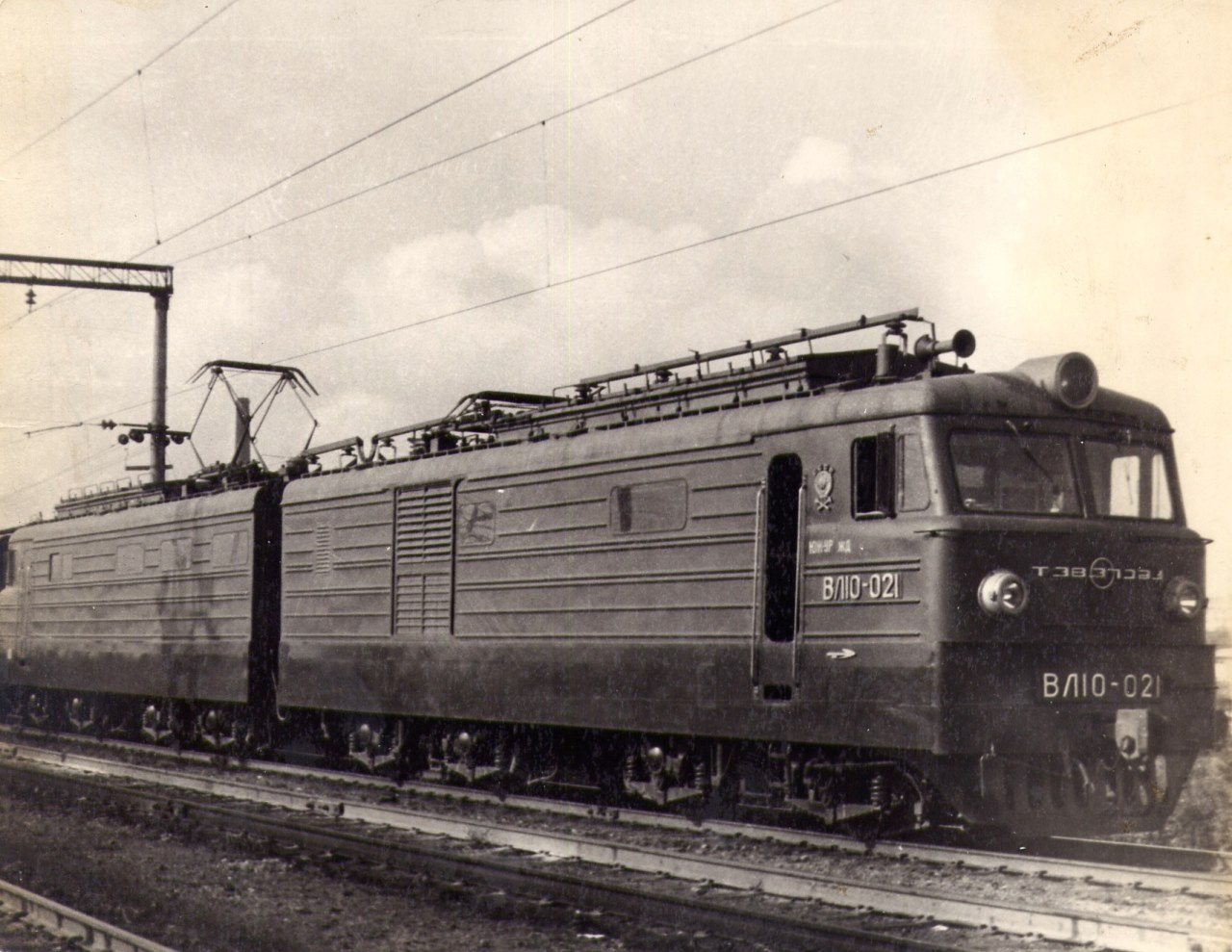
VL10-021
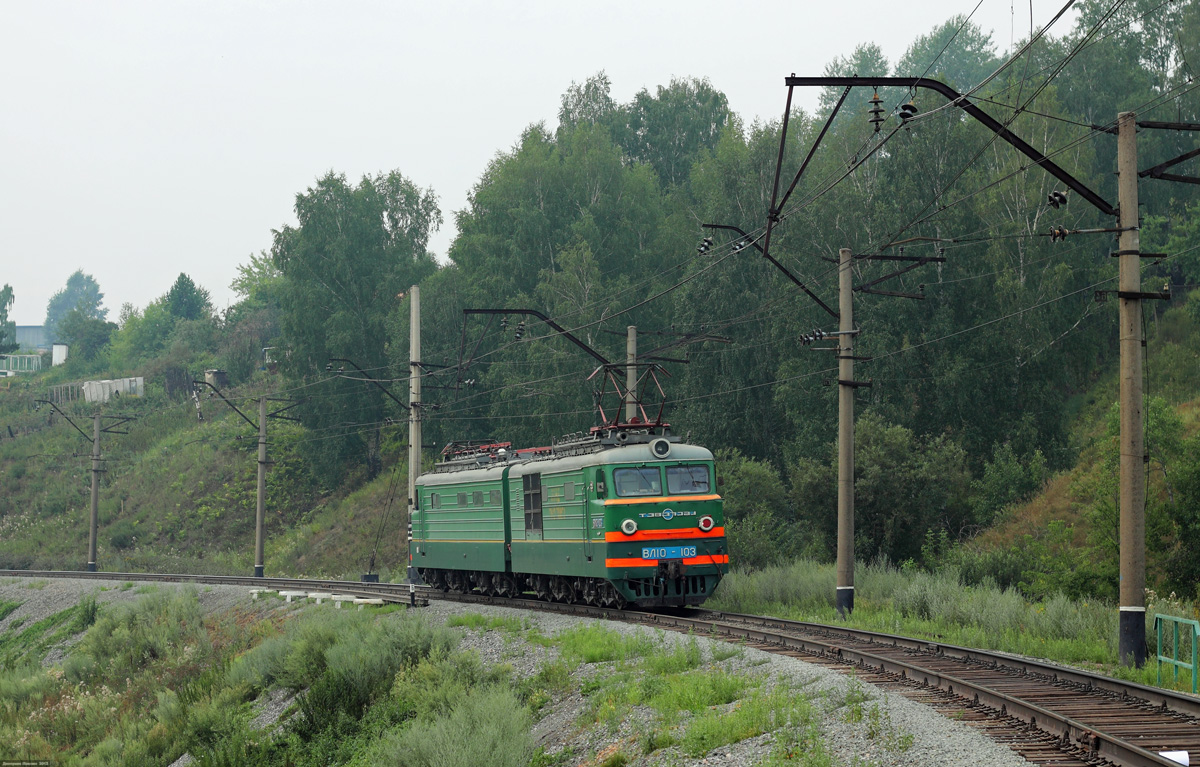
VL10-103
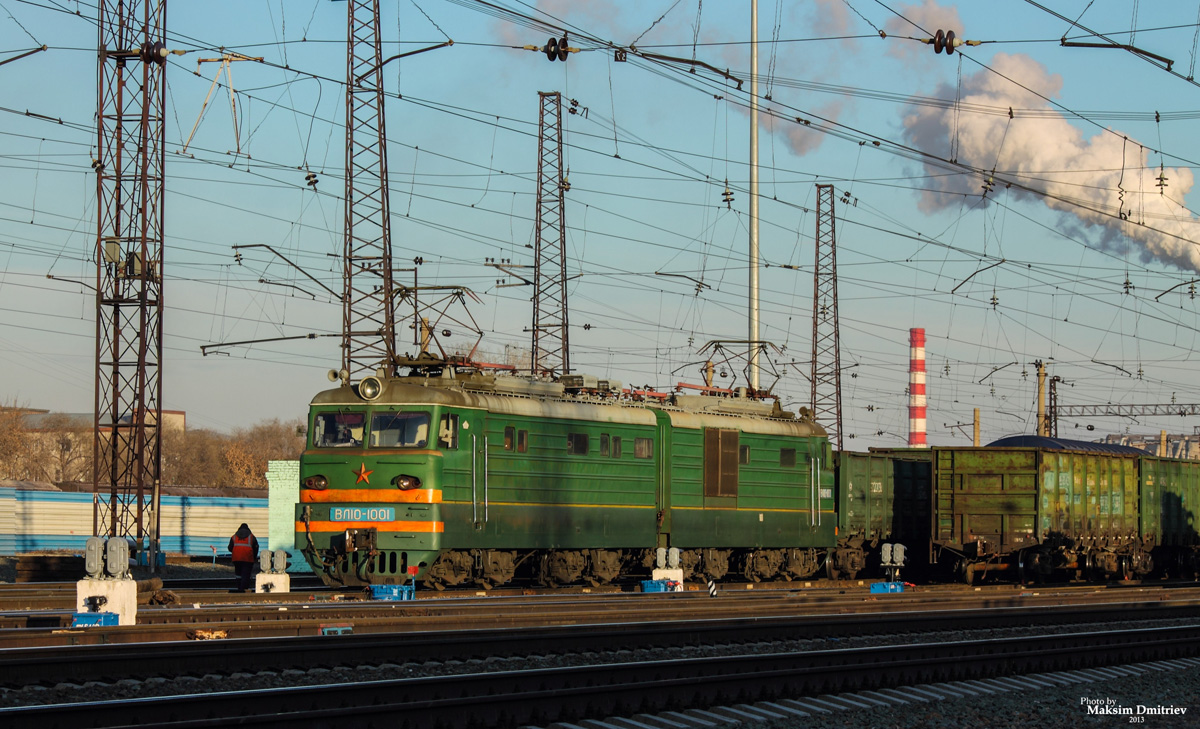
VL10-1001
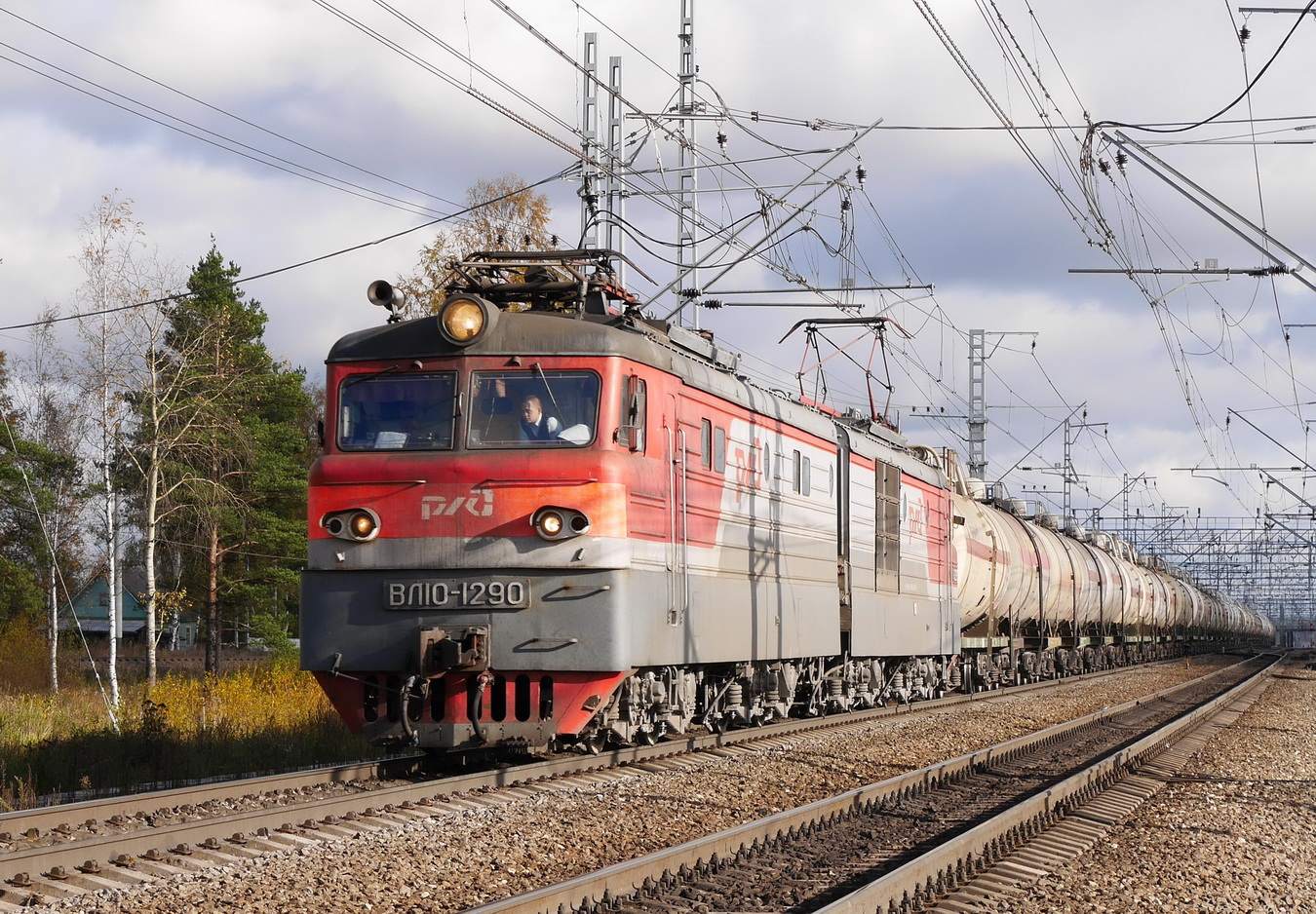
VL10-1290
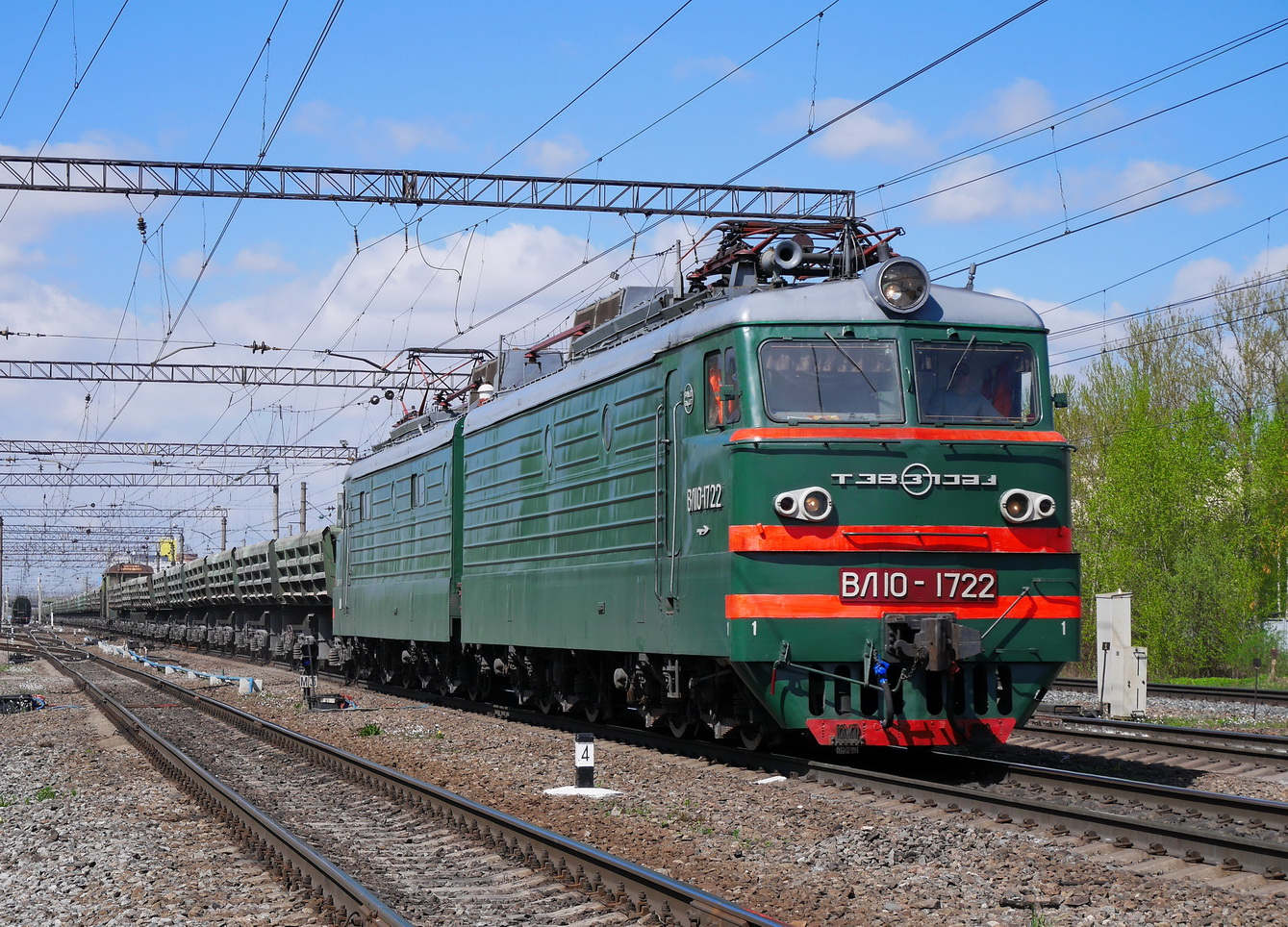
VL10-1722
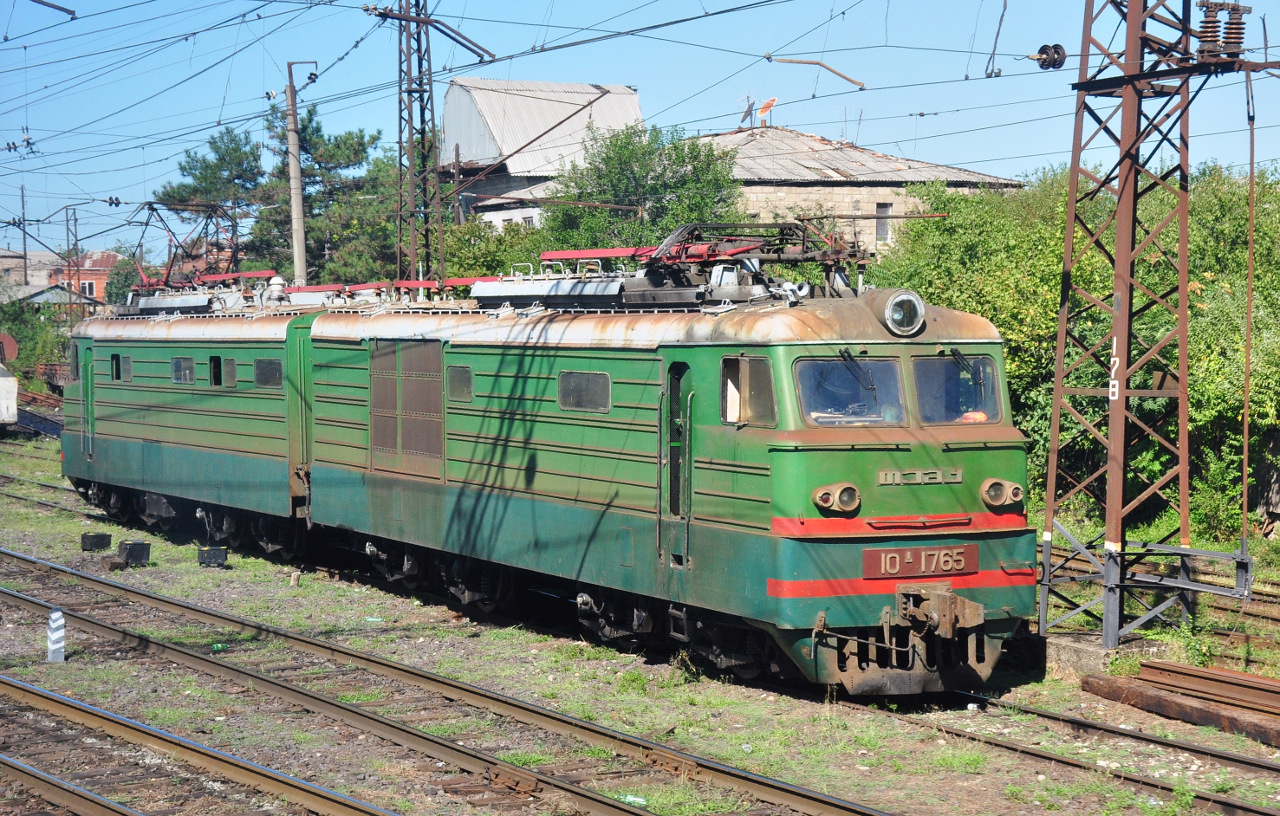
VL10-1765

### VL10U形（ВЛ10У）
粘着力を増加させるため、重りとなるインゴットを装備し車両重量を増やした形式。それに伴い車軸の強化をはじめとする台車の仕様変更が行われた他、VL10U-583以降はメンテナンスの安全性向上を目的に蓄電池が床下へと移設された。車体構造や運転台の部品、主要機器などはVL10形の他、VL80形やVL11形と共用が可能である。
1974年にVL10形のうち3両が上記の改造を受けて試験運転を行ったのち、1976年から量産が行われ3両についてもVL10U形に編入された。ソビエト連邦の崩壊後も長期に渡って製造が続き、2005年にアゼルバイジャン鉄道向けに製造された2両（1031・1032）まで979両がトビリシ車両工場とノヴォチェルカッスク電気機関車工場で製造された。

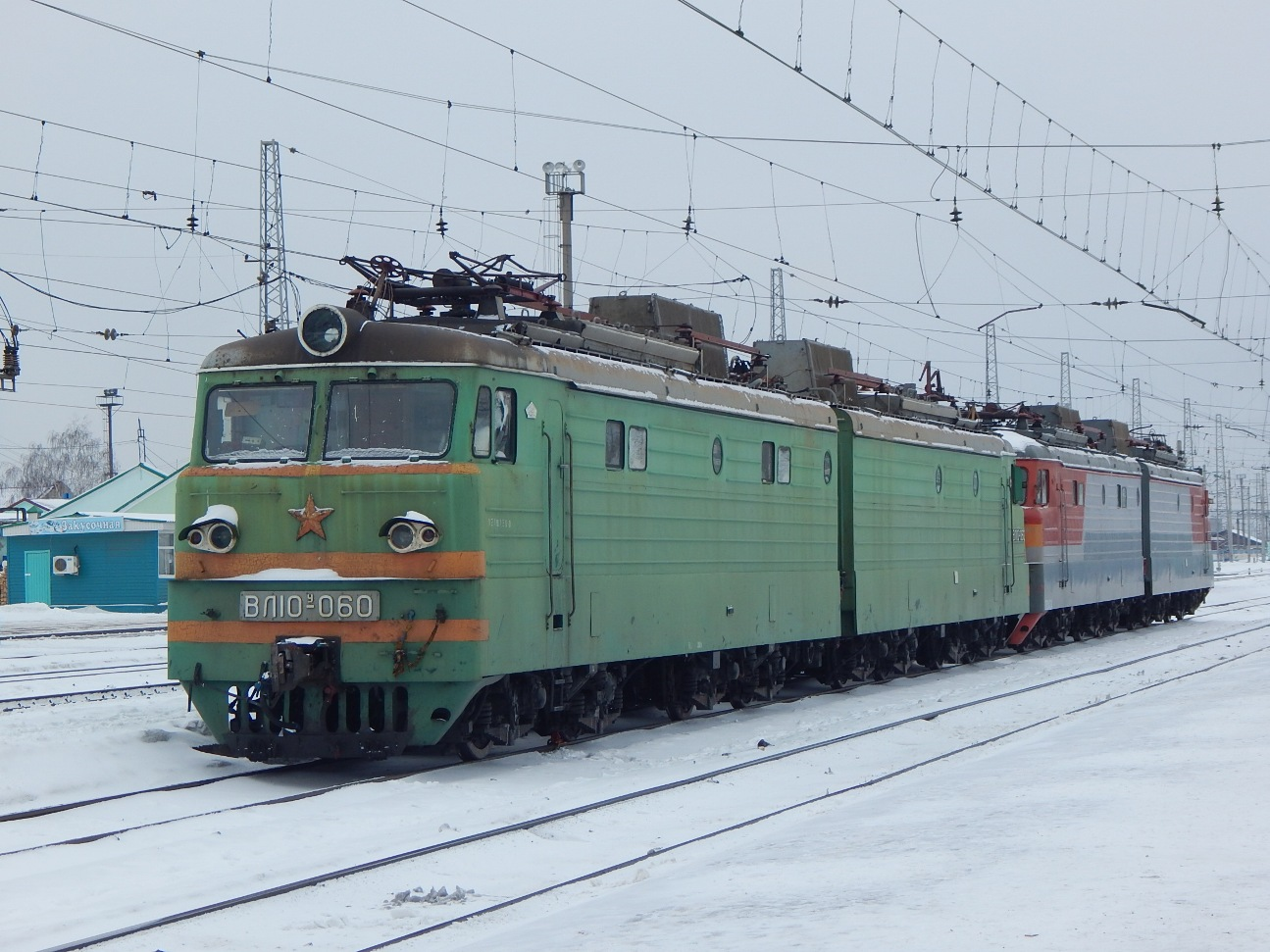
VL10U-060
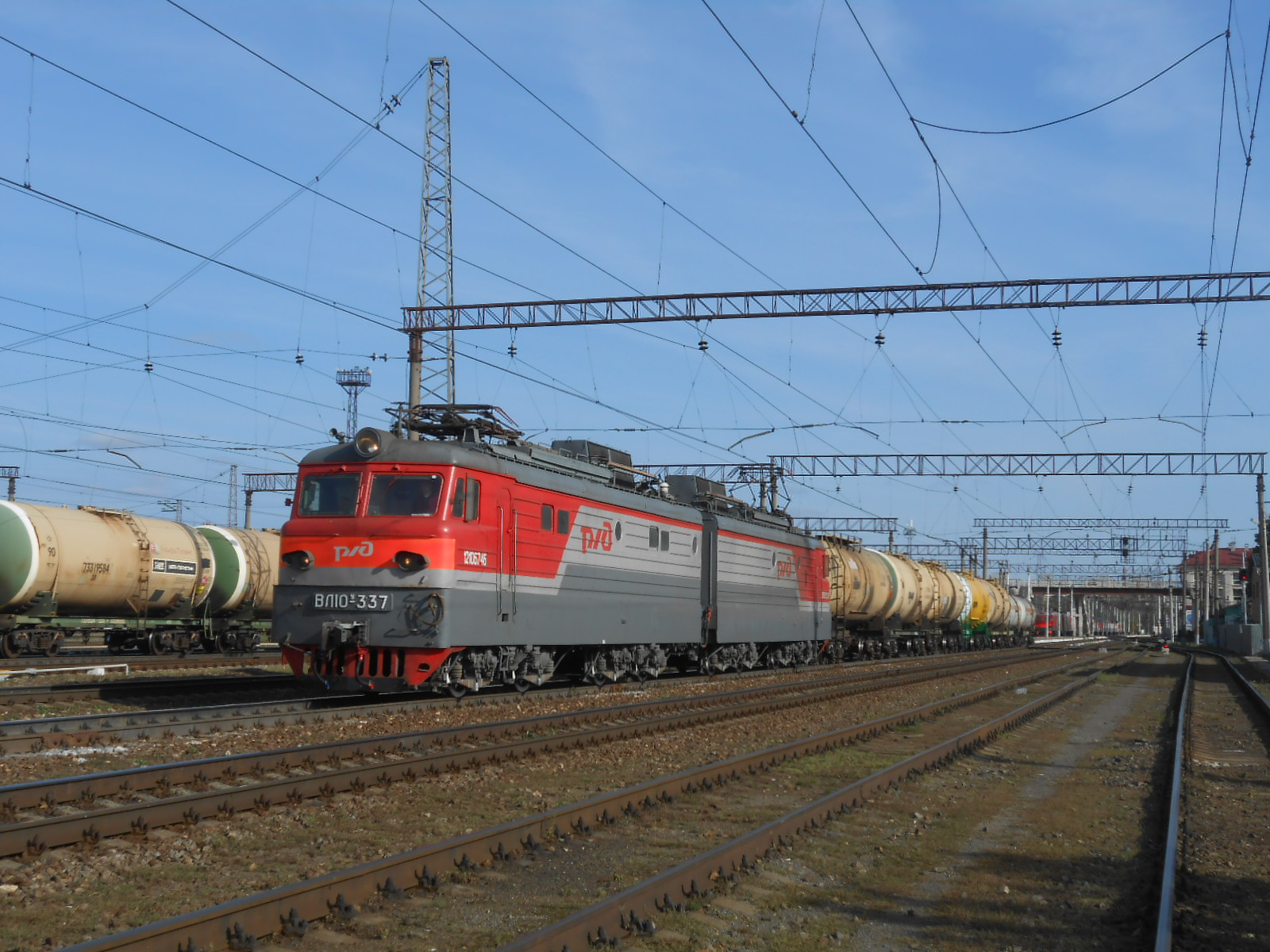
VL10U-337
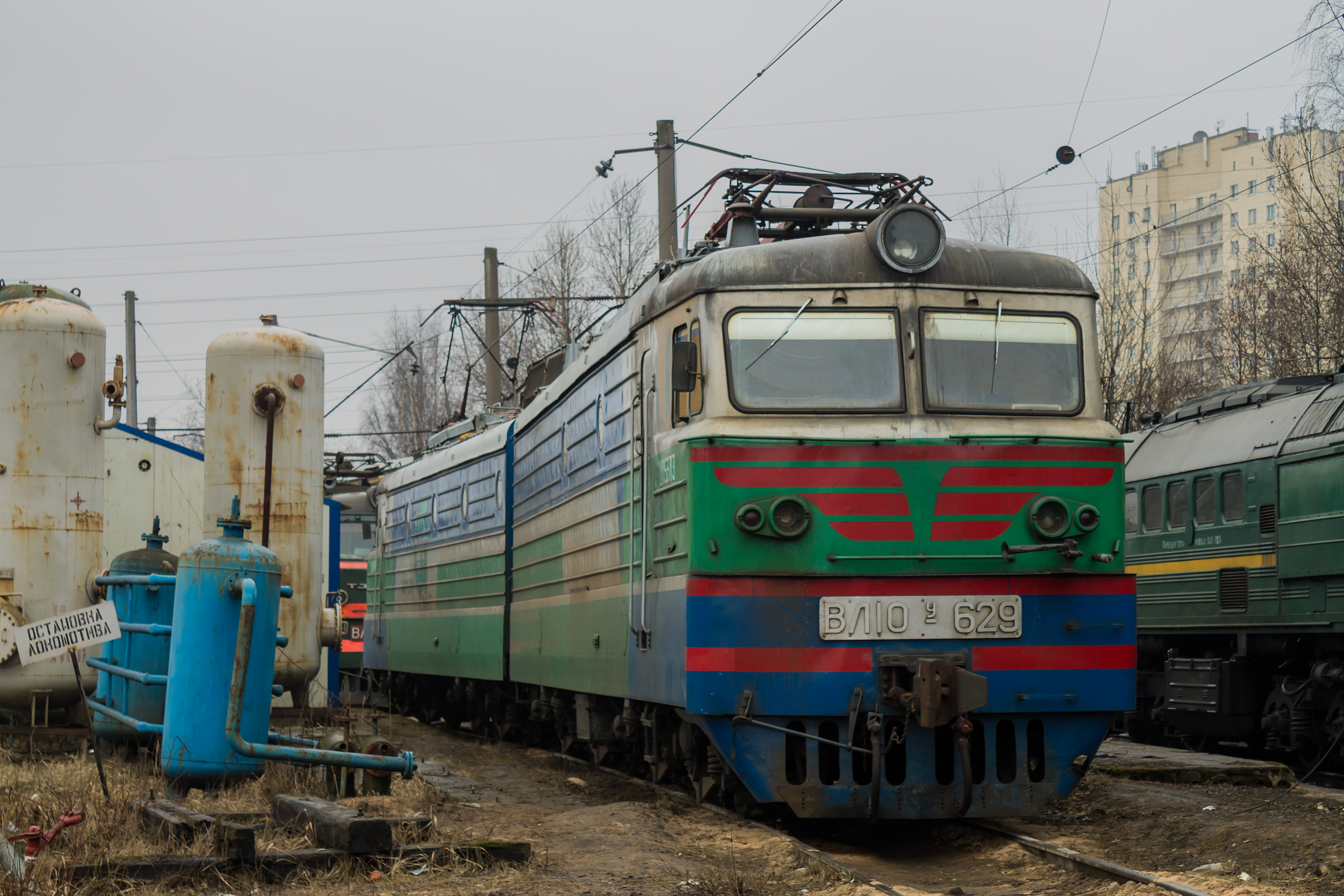
VL10U-629
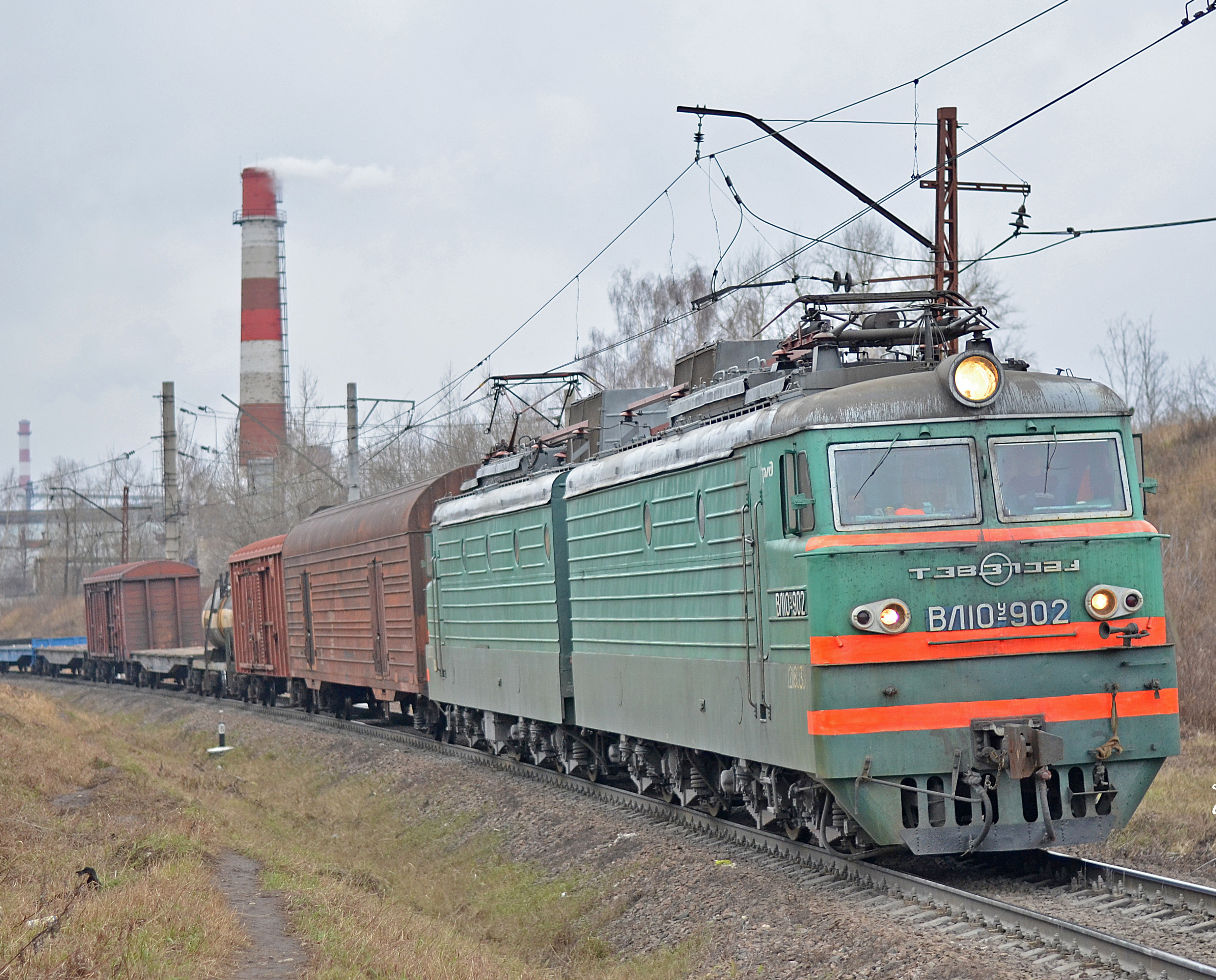
VL10U-902

### VL10N形（ВЛ10Н）
1984年から1985年にかけてソ連北部のノリリスク鉄道向けに10両が製造された、回生ブレーキを搭載しない形式。貨物輸送に使用していたが、1999年に電化設備が撤去された事でノリリスク鉄道の運用が終了し、一部がスヴェルドロフスク州の路線へ移籍した以外は廃車された。

## 改造

### VL10P形（ВЛ10П）
チェリャビンスク電気機関車修理工場で改造が行われた車両。車体の連結面側に運転台が設置され両運転台式機関車となった他、電動空気ブレーキや電気暖房装置など客車列車牽引に適した改造が施された。また車番変更を経ずに同様の改造を施した車両も存在する。

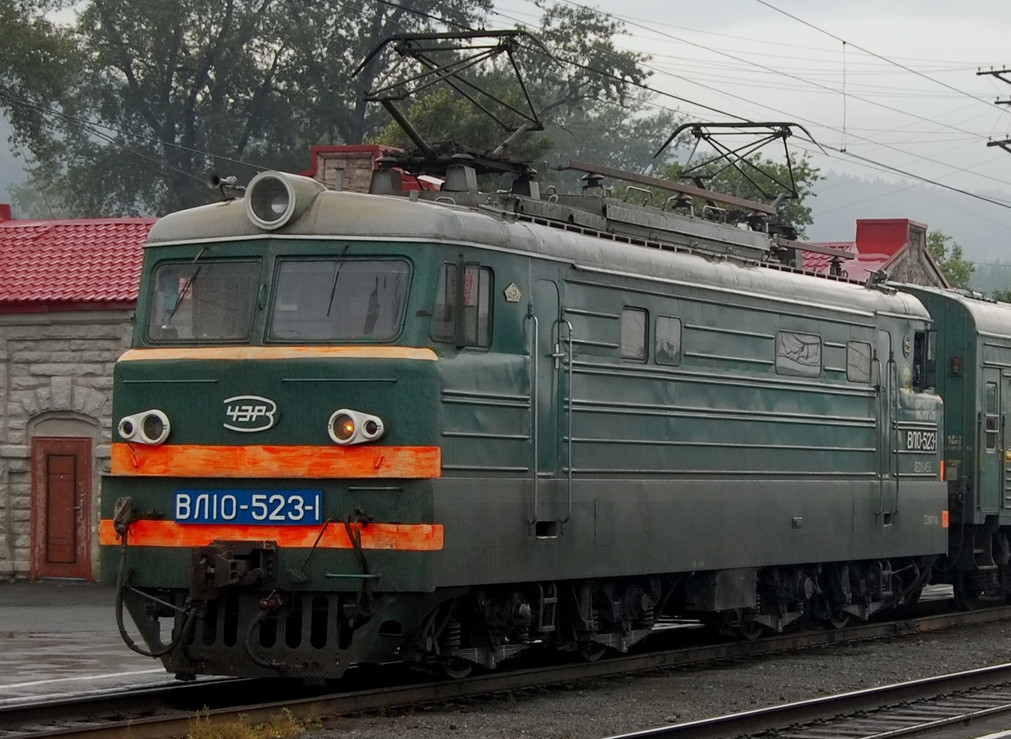
VL10-523-1 形式変更が行われていない車両

### VL10K形（ВЛ10К）、VL10UK形（ВЛ10УК）
チェリャビンスク電気機関車修理工場およびトビリシ車両工場で近代化・延命工事が施工された車両。運転室の制御装置がCMTSに基づくETCS-HC電子制御システムに変更された事で車両の総括制御が可能となり、車体を切り離し別の車両に増結する3車体連結編成が可能となった。また前面形状の改造も実施されている。

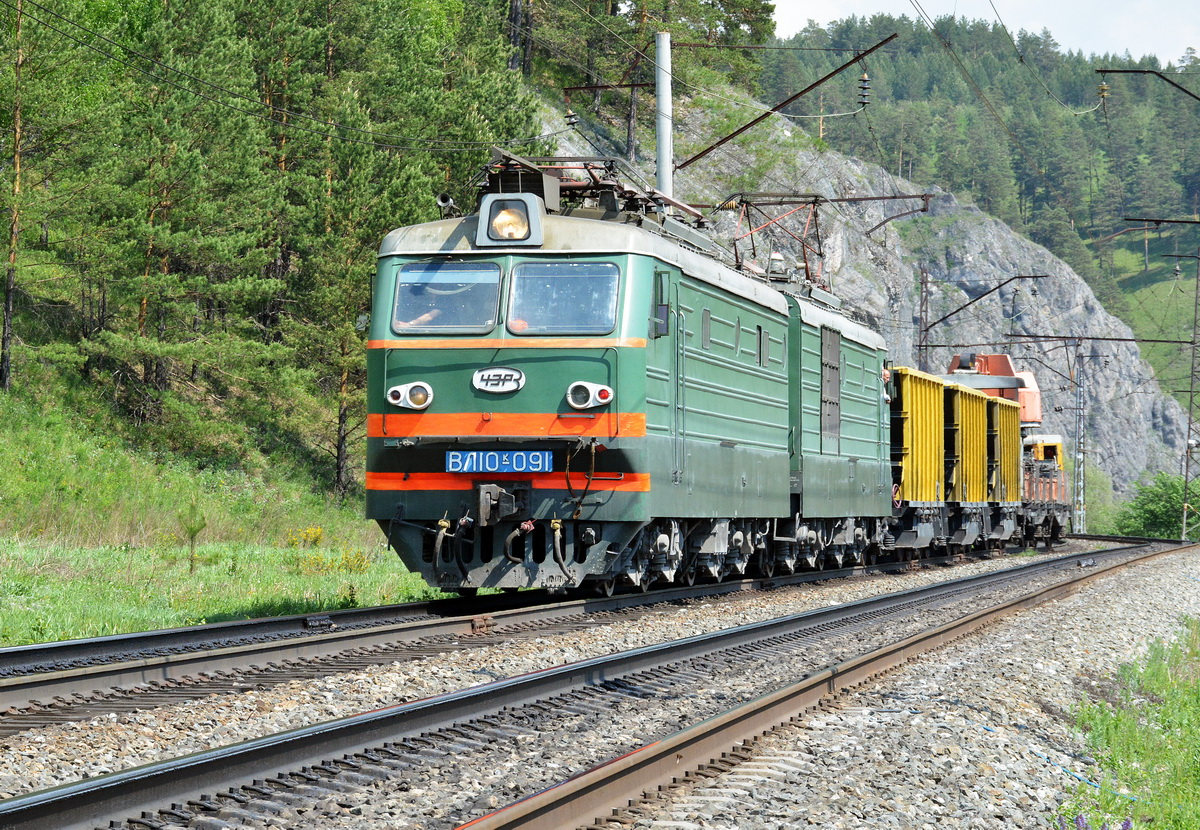
VL10K-091
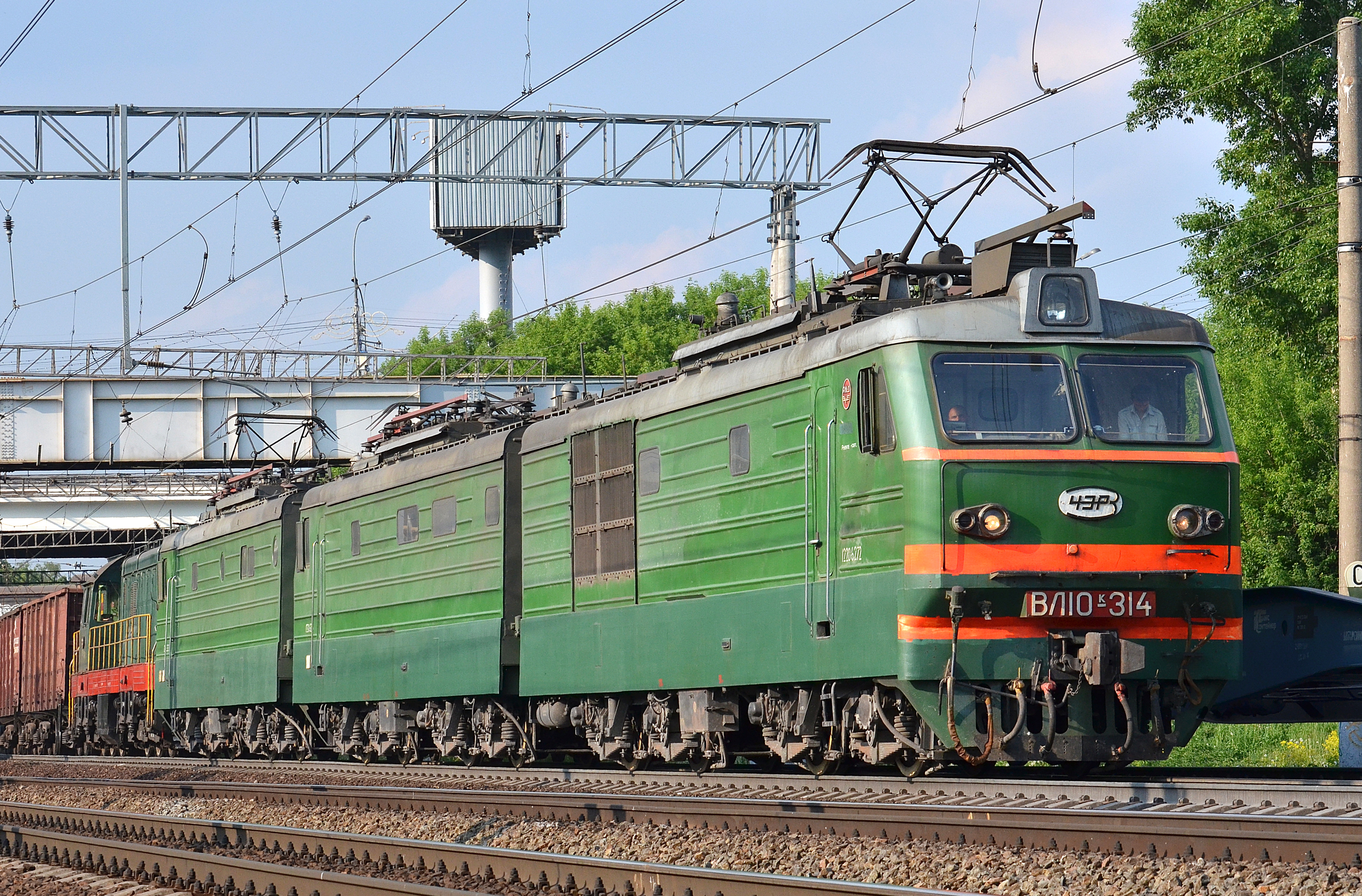
VL10K-394 後方に1車体を増結した3車体連結式での運用
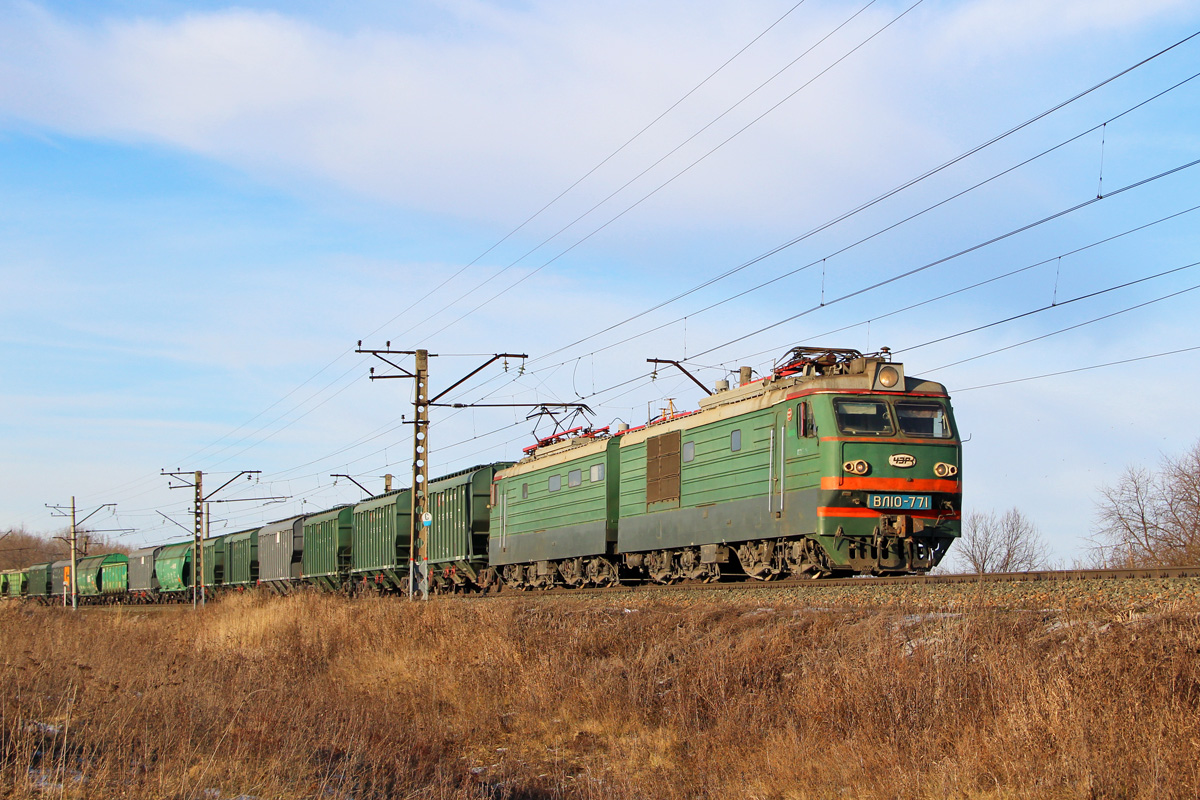
VL10K-771
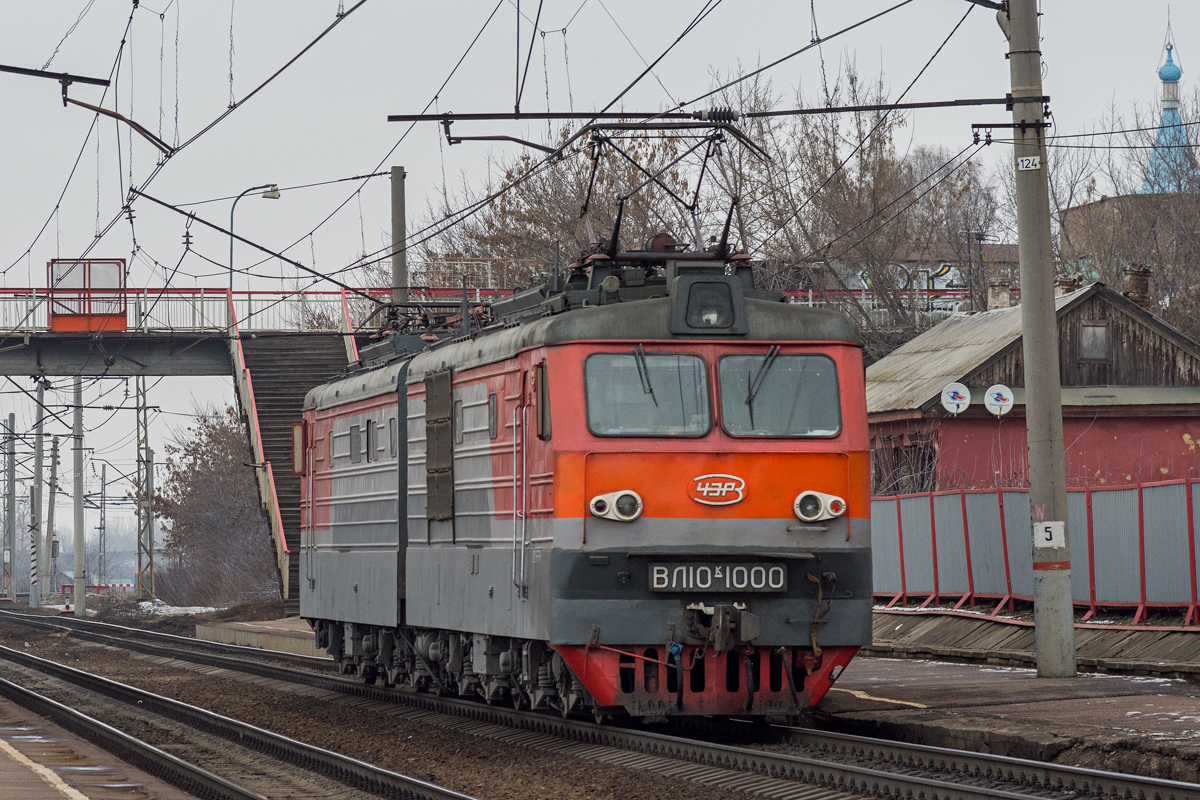
VL10K-1000
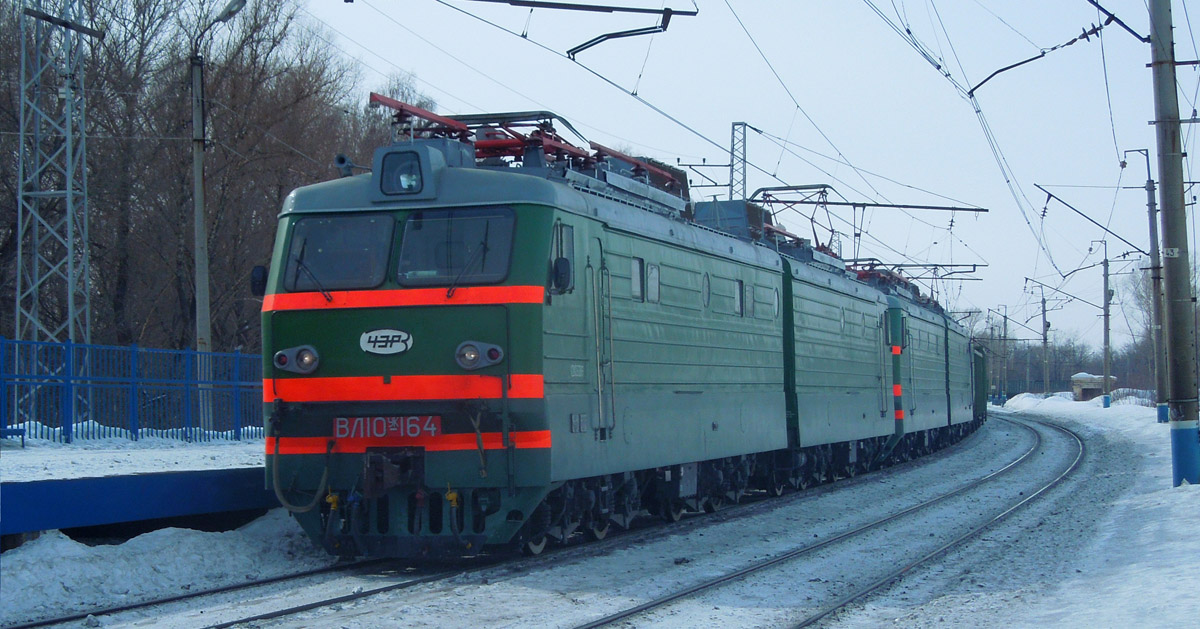
VL10UK-164

### VL10-777
VL10-777は2000年代初頭に南ウラル鉄道支社の事業用車となり、2車体のうち一方の車内のエンジンなど主要機器が撤去され、椅子やテーブル、窓を備えた電車に改造された。職員輸送用車両（職用車）に使用されたが2013年に客室から発生した火災により廃車された。

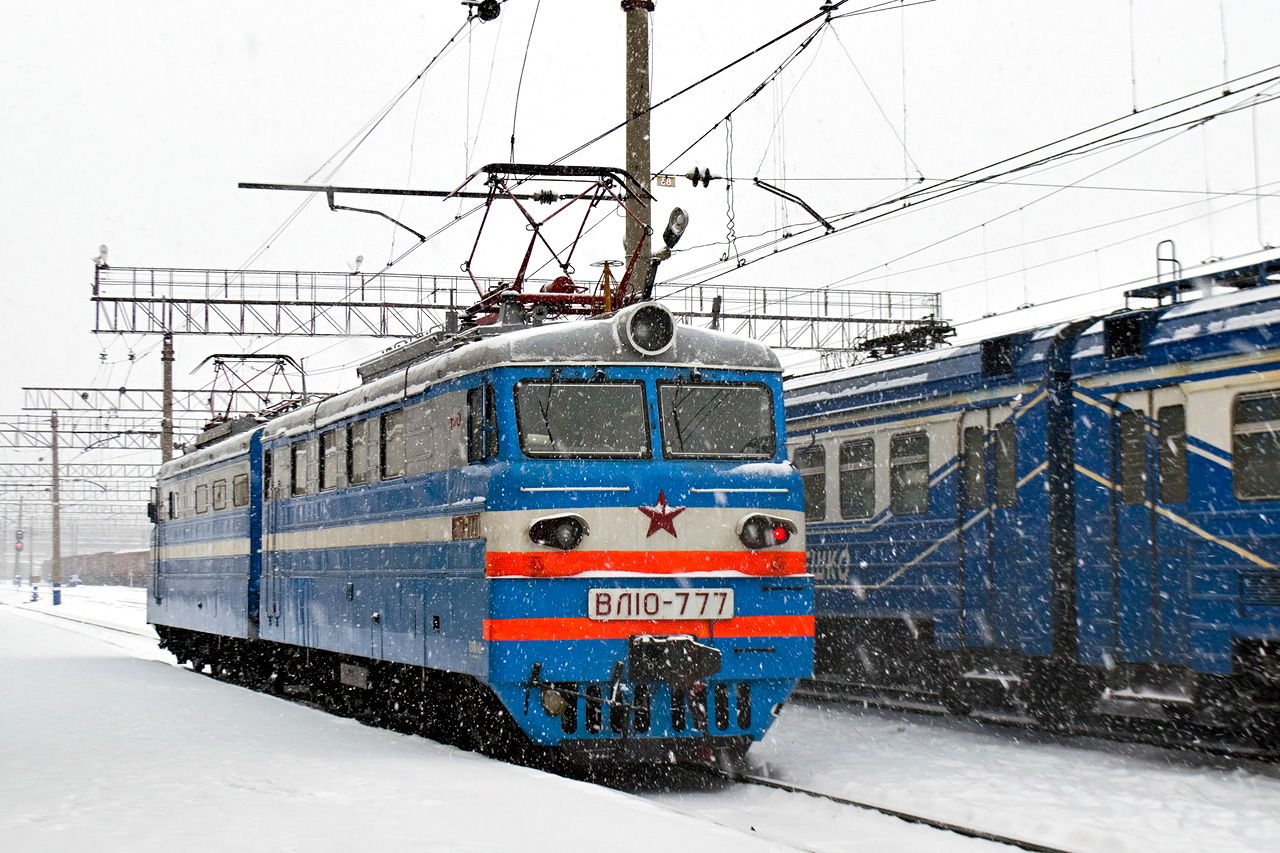
VL10-777 前方の車両の車内は客室である

### 4E10形
VL10形を基に両運転台化・近代化改造が実施された形式。ジョージア鉄道向けに14両、ロシア鉄道に1両が導入され、主に旅客列車で使用されている。

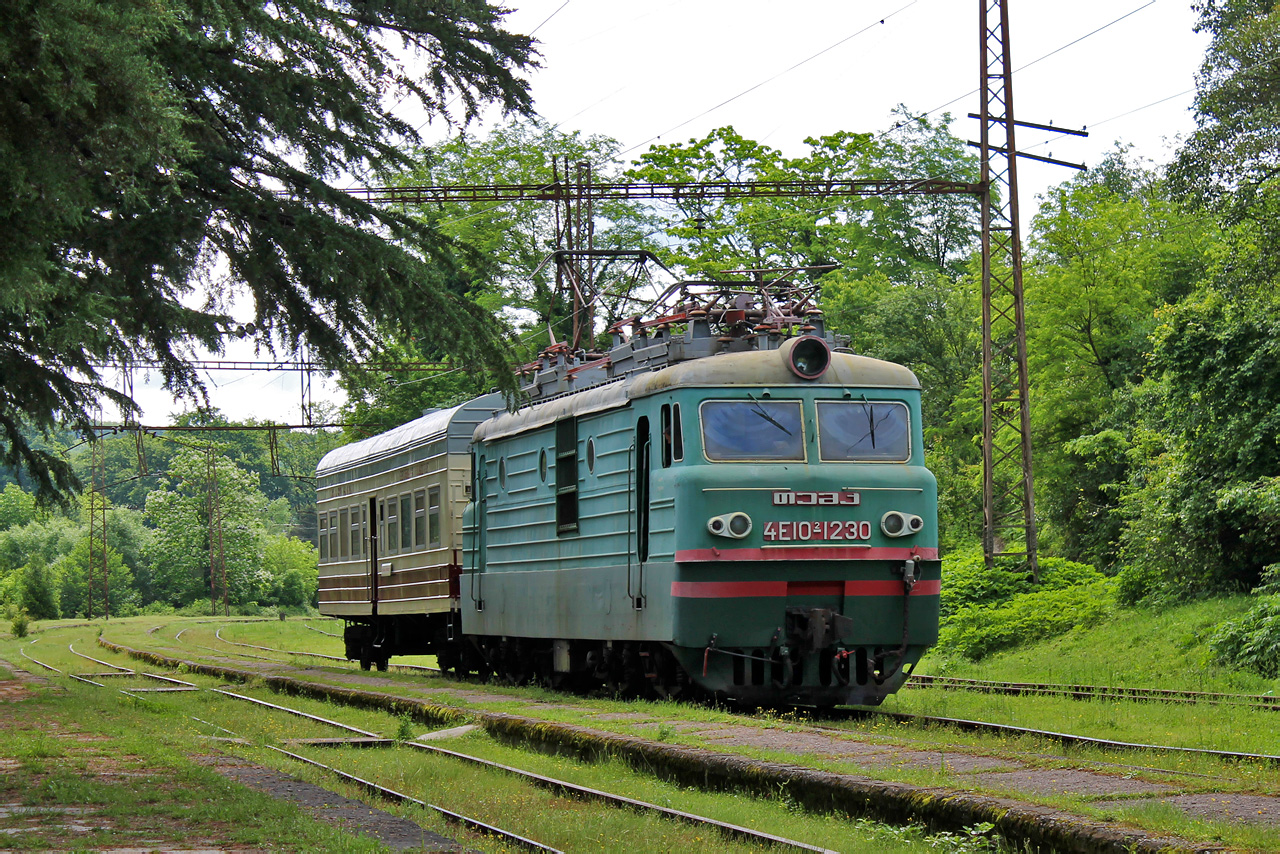
4E10-1230
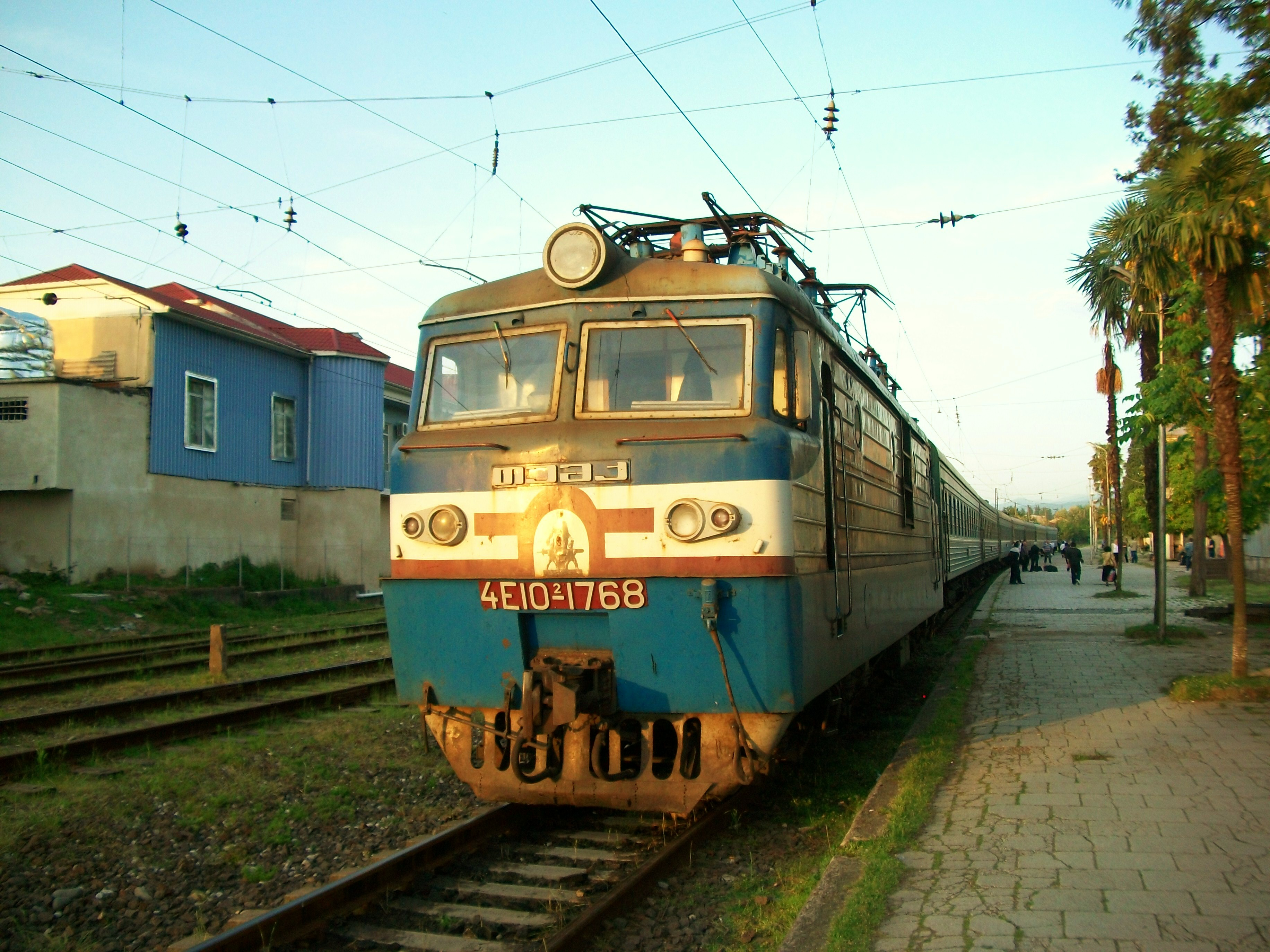
4E10-1768

## プッシュプル列車への転用

### "ウラル"（VL10形＋ER2形）、ED2形（ЭД2）
1990年代に南ウラル鉄道支社で生じた旅客列車不足を解消するため、当時余剰となっていたVL10形を活用し2車体の中間にER2形電車の中間車を連結した"ウラル"（Урал）と呼ばれる編成が1998年以降2編成導入された。また2000年以降はVL10形の中間にED2T形電車やED9T形電車と同型の付随車を連結した編成が登場し、こちらはED2形という形式名がつけられた。これらの編成は2006年まで使用され、以降はVL10形は貨物用に復帰している。

### ED4DK形（ЭД4ДК）
VL10形とVL80形の間にED4MK形と同型の付随車を10両挟んだ、交直両用列車。2001年に編成が組まれ、モスクワ近郊での導入が予定されていたが、試験結果が思わしくなく運用に就く事なく廃車となった。

## 関連形式
- VL11形電気機関車（ロシア語版） - 長編成・重量級の貨物列車を牽引するため、VL10形を基に総括制御を可能とした形式[23]。
- VL12形電気機関車（ロシア語版） - VL10形から電力消費を抑えるため、各電動機の独立駆動方式を採用した試作機関車[24]。
- ポーランド国鉄ET42形電気機関車（ポーランド語版） - ポーランド国鉄の標準軌（1,435 mm）路線向けにノヴォチェルカッスク電気機関車工場で製造された機関車。車体構造や機器、台車などはVL10形やVL11形を基に設計されている[25]。

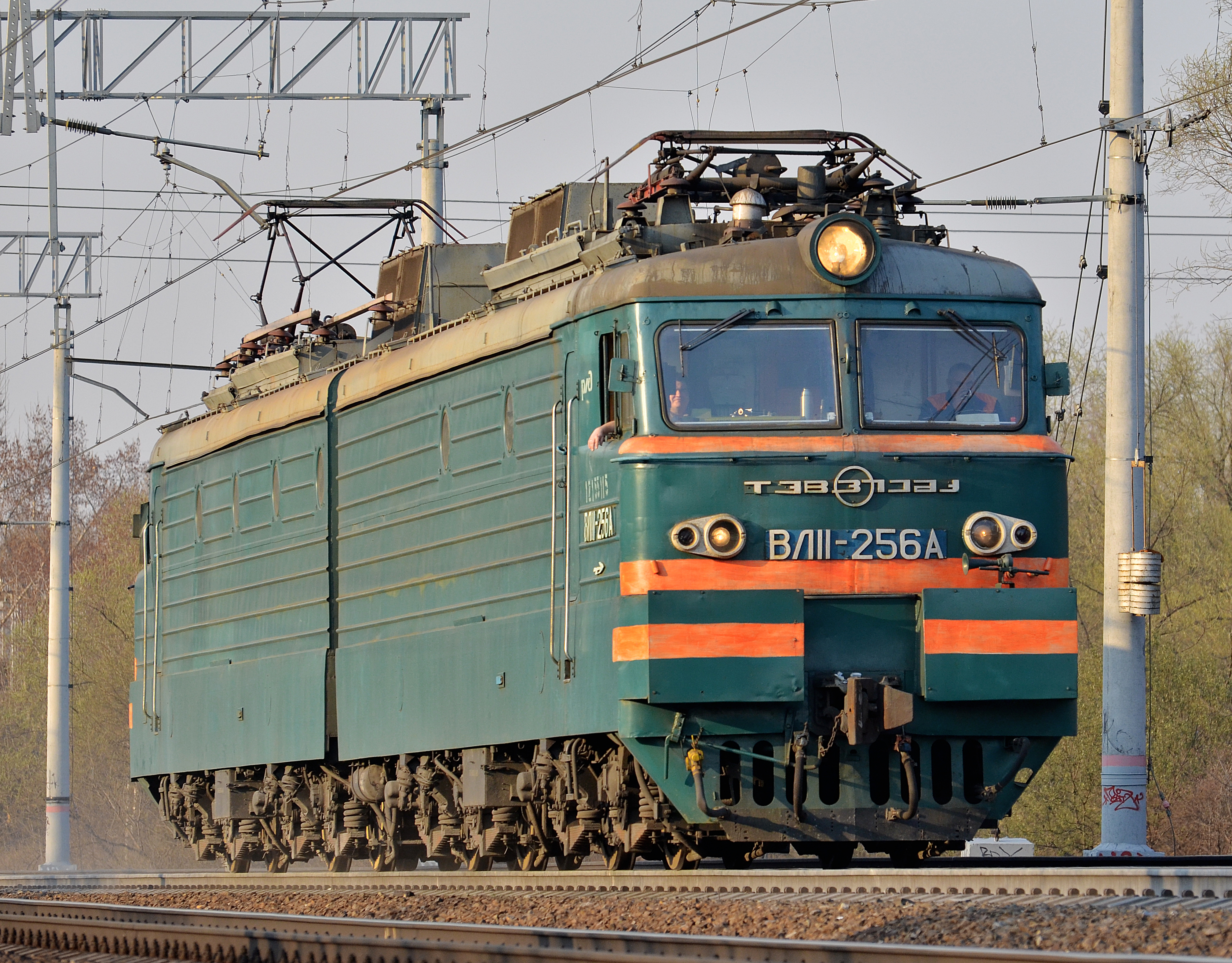
VL11形
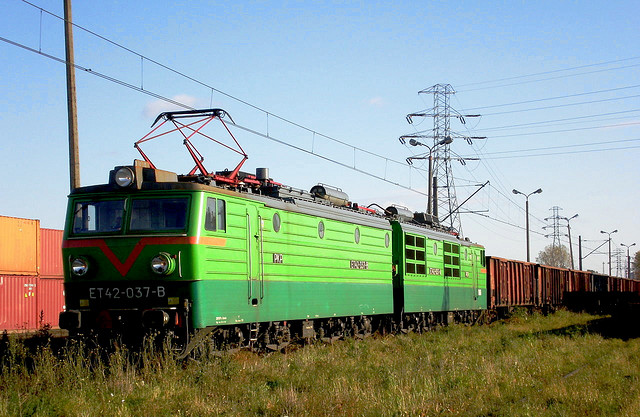
ポーランド国鉄ET42形電気機関車

## 参考資料
- Абрамов Е.Р (2015). Электроподвижной состав отечественных железных дорог. Москва́

- 沢野 周一, 星晃『写真で楽しむ世界の鉄道 ヨーロッパ 4』交友社、1964年。doi:10.11501/2468343。